# Portal (ゲーム)
『Portal』（ポータル）は、Valve Corporationが開発し2007年10月10日に発売されたアクションパズルゲーム。

## 概要
同社の『Half-Life 2 Episode Two』や『Team Fortress 2』と同じゲームエンジンである、「Source Engine 2007」を使用している。
PC版以外は当初は単品では発売されず、オムニバスソフト『The Orange Box』の収録作品の一つという扱いだったが、後に単品で発売された。
2010年にはMac OS X対応版が公開され、Steam on Macの目玉として5月24日までの期間限定で無料でダウンロードが可能となった。2011年に続編『Portal 2』が発売された。

## ストーリー

舞台となる研究所「Aperture Laboratories」のロゴ

主人公「Chell」は、無機質な狭い部屋で目覚める。すると、AIコンピュータ「GLaDOS」（声：エレン・マクレイン）による突然のアナウンスが入り、ここは「Aperture Science Enrichment Center」という研究施設であること、そして今からテストをすることを告げられる。
Chellは「ポータルガン」を入手し、これを用いて様々な仕掛けを解きながら研究所の真相に迫ることになる。

## ゲームシステム

ポータルの視覚表示。二つのポータルはつながっており、ブルーポータルにプレイヤーが飛び降りると、オレンジポータルから同じ勢いでプレイヤーが出てくる。

プレイヤーは「ポータルガン」という銃を所持している。
ポータルガンは攻撃はできないが、「ブルーポータル」、「オレンジポータル」という2つのつながっている穴を作ることができ、このポータルはブルーポータルに入ればオレンジポータルから、逆にオレンジポータルに入ればブルーポータルから出てくる。このポータルを使って様々な仕掛けを解いていくのが本作の目的である。ポータルを作れるのは白い壁や床などに限られ、基本的にその他の地形に作ることはできない。ポータルに入るときは、その時点の重力などの影響を残したまま移動できるため、左図のように高い段差からブルーポータルに飛び込めば、その勢いのままオレンジポータルから飛び出すため、通常の移動では行けない高い場所などへの移動ができる。その他のものをポータルに入れて別の場所へ移動させる事も可能。
ステージ（ゲーム中では「チェンバー」と呼ばれている）が19あり、ゲームをクリアした後は、さらに難しくなった上級チェンバーや、どれだけポータルを作らずにクリアできるかなどを競うチャレンジモードもできるようになる。
FPS（ファースト・パーソン・シューティングゲーム）の基本となっていた敵を倒すという要素の排除、今まで「テンポが悪くなるため不要」と言われていたパズルシーンのみを抜粋するアイデア、そして重力と物理エンジンをフルに生かしたゲーム性などが評価され、多数のGame Of The Yearを獲得。『The Orange Box』は100以上のGame Of The Yearを獲得したが、半分以上がこのPortalのパートで獲得している。
特筆すべき点として、この『Portal』はデジペン工科大学（ニンテンドー・オブ・アメリカの協力で設立された、米国初のゲーム系4年制大学）の学生が、卒業制作として作っていた『Narbacular Drop』というゲームが実質的な原型となっていることが挙げられる。同作の出来を見たValve Softwareの社長に見初められ、制作チームの全員がValve Softwareに就職し、Narbacular DropはSourceエンジン上で基本となるアイデアはそのままに、このような形で製品化されたのである。
なお、続編のPC版はユーザーが作ったステージなどを導入できる。